# 克拉倫斯 (密蘇里州)
克拉倫斯（英語：Clarence）是位於美國密蘇里州謝爾比縣的城市。

## 人口
根據2020年美國人口普查的數據，克拉倫斯的面積為3.00平方千米，皆為陸地。當地共有人口738人，而人口密度為每平方千米246人。